# 岡紀彦
岡 紀彦（おか としひこ、1964年3月26日- ）は、岡山県出身の障害者卓球選手。
シドニー、アテネ、北京に3大会連続で出場。

## 主な競技歴
- 1988年～ 障害者卓球ジャパンカップ大会（車椅子の部）21連覇
- 2000年 シドニーパラリンピック クラス別個人戦 ベスト16
- 2001年 スペインオープン　クラス別個人戦　優勝
- 2003年 メキシコオープン　クラス別個人戦　優勝
- 2003年 USオープン　クラス別個人戦　優勝
- 2004年 ドイツオープン　クラス別個人戦　準優勝
- 2004年 アテネパラリンピック　 クラス別個人戦　ベスト16
- 2005年 アジア卓球選手権マレーシア大会　クラス別団体戦　準優勝
- 2005年 台北オープン　クラス別個人戦　優勝
- 2005年 韓国オープン　クラス別個人戦　3位
- 2005年 スイスオープン　クラス別個人戦　3位
- 2005年 USオープン　クラス別団体戦　優勝
- 2007年 香港オープン　クラス別団体戦　3位
- 2007年 ドイツオープン　クラス別個人戦　3位
- 2008年 ルーマニアオープン　クラス別個人戦　準優勝
- 2008年 北京パラリンピック出場

※2008年7月1日付IPTTCクラス5国際ランキング16位 
- 2009年 障害者卓球ジャパンカップから名称が変更となったジャパンオープン肢体不自由者卓球選手権大会 車椅子の部にて 優勝 22連覇